# 特利 (新墨西哥州)
特利（英語：Turley）是位於美國新墨西哥州聖胡安縣的普查規定居民點。

## 人口
根據2020年美國人口普查的數據，特利的面積為12.50平方千米，當中陸地面積為11.99平方千米，而水域面積為0.51平方千米。當地共有人口218人，而人口密度為每平方千米17.44人。